# Neutrální území mezi Irákem a Saúdskou Arábií
Neutrální území, též neutrální zóna, zvané také Ruchajmíja, bylo malé území na jihu Iráku u hranic se Saúdskou Arábií a Kuvajtem. Bylo vytvořeno ve sporném úseku hranic mezi Irákem a Saúdskou Arábií podle Uqairského protokolu 2. prosince 1922. Byl to kus pouště ve tvaru kosočtverce o rozloze zhruba 7 000 km². Na území nebylo žádné stálé obyvatelstvo, beduíni měli volný průchod přes hranice. Oblast byla demilitarizována, zisky z těžby ropy náležely oběma státům rovným dílem. V roce 1975 se oba státy dohodly, že si neutrální území rozdělí na polovinu. K vytyčení nové hranice došlo roku 1981. Za války v Zálivu zrušil Saddám Husajn smlouvy se sousedními státy, neutrální území tak zaniklo i de iure. Na většině map je hranice v oblasti zakreslena jako přibližná.
Podobné neutrální území existovalo také na hranici mezi Saúdskou Arábií a Kuvajtem v letech 1922 až 1969.